# Nîklovîci, Sambir
Nîklovîci (în ucraineană Никловичі) este localitatea de reședință a comunei Nîklovîci din raionul Sambir, regiunea Liov, Ucraina.

## Demografie
Componența lingvistică a localității Nîklovîci
     Ucraineană (100%)
Conform recensământului din 2001, toată populația localității Nîklovîci era vorbitoare de ucraineană (100%).